# Luzonkauz

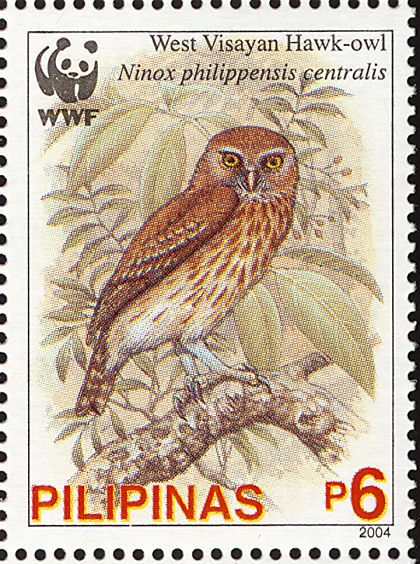
Luzonkauz auf einer Briefmarke von 2004

Der Luzonkauz oder Philippinenkauz (Ninox philippensis), gelegentlich auch als Philippinensperbereule, Philippinen-Buschkauz oder Luzon-Falkenkauz bezeichnet, ist eine Eulenart aus der Gattung der Buschkäuze. Er kommt formenreich auf den meisten Inseln der Philippinen vor.

## Merkmale
Die sehr kleine Eule wird 15 bis 20 Zentimeter lang und hat ein Gewicht von 120 bis 142 Gramm. Die Oberseite ist hell gelblichbraun, der Kopf eher dunkelbraun, die Flügeldecken weiß gefleckt. Kinn und Kehle sind weißlich. Die Unterseite ist weißlich mit bräunlichem Anflug und breiten ockerbraunen Streifen. Die Augen sind gelb, der Schnabel ist grünlich mit gelber Spitze. Die Beine sind fast bis zu den schmutzig gelben Zehen befiedert, die Krallen dunkel hornfarben mit schwärzlichen Spitzen.

## Lebensweise
Er bewohnt Restbestände von primären Regenwäldern und Galeriewäldern, aber auch Sekundärwälder, stellenweise bis 1800 Meter Höhe. Er frisst vermutlich Insekten und kleine Wirbeltiere. Die Stimme besteht aus langen Serien kurzer huu-Laute in ein- bis zweisekündigen Intervallen in Kombination mit bis zu vier Lauten.

## Verbreitung
Es werden drei Unterarten unterschieden: N. p. philippensis auf Luzon, Polillo, Marinduque, Buad, Catanduanes, Samar und Leyte ist die Nominatform und zugleich die kleinste Form. N. p. proxima auf Masbate und Ticao ist oben dunkler braun und unten dunkler gestreift. N. p. centralis auf Semirara, Carabao, Boracay, Panay, Guimaras, Negros, Bohol und Siquijor ist größer und oben matter braun als proxima. N. p. reyi im Sulu-Archipel ist groß, unten ungestreift und an Kopf und Rücken rotbraun gebändert. N. p. spilonota auf Tablas, Sibuyan, Cebu und Camiguin Sur ist unten gebändert und am Bauch gelbbraun, außerdem groß und oben rotbraun. N. p. spilocephala auf Dinagat, Siargao, Mindanao und Basilan ist oben heller und weniger gefleckt, die Brust kastanienbraun getönt. Die beiden letzten Formen werden manchmal als selbstständige Arten angesehen, wobei zwischen den spilonota-Exemplaren wiederum deutliche Unterschiede auffallen. Deshalb wird der Luzonkauz auch als Sammelart mit mehreren Arten und Unterarten aufgefasst.